# Steffen Seischab
Steffen Seischab (* 1969) ist ein deutscher Historiker und Autor.

## Leben
Seischab wurde 2003 mit einem Werk über Georges Duby an der Universität Regensburg zum Dr. phil. promoviert. Er ist Lehrer für Geschichte und Latein am Otto-Hahn-Gymnasium Ostfildern. Er hat drei Kinder und lebt in Frickenhausen-Linsenhofen.
Zudem war Seischab Dozent für Mittelalterliche Geschichte an der Universität Tübingen. Er veröffentlicht Schriften zur Geschichte der Geschichtsschreibung und zur baden-württembergischen Landesgeschichte, insbesondere zur Geschichte des Landkreises Esslingen.

## Werke (Auswahl)
- Georges Duby: Geschichte als Traum, Kulturverlag Kadmos, Berlin 2004, ISBN 3-931659-57-7.
- Imaginer la société féodale: Georges Dubys Bild des Mittelalters, Peter-Lang-Verlagsgruppe, Frankfurt am Main 2005, ISBN 3-631-53483-3.
- Land um Teck und Neuffen – zwischen Nazis und Kommunisten: eine andere Heimatkunde, Verlag Sindlinger-Burchartz, Nürtingen/Frickenhausen 2017, ISBN 3-928812-73-4.
- Tradition und Fortschritt: 200 Jahre Heimbach GmbH, Pro Heraldica, Stuttgart 2014, ISBN 978-3-924131-33-3.
- Braune Jugendjahre: Die württembergische NSDAP in der Region Kirchheim/Teck 1922–28. In Schwäbische Heimat (Bd. 69, 2018, Nr. 1)
- Nürtinger Köpfe: Porträts aus fünf Jahrhunderten, Senner Verlag, Nürtingen 2018.
- Modernes Wohnen und geistige Erneuerung: Die Wendlinger Möbelfabrik Erwin Behr und der anthroposophische Gedanke. In Schwäbische Heimat (Bd. 72, 2021, Nr. 3)
- Als Herausgeber: Provinz und Moderne im Land um Teck und Neuffen: 16 biografische Zugänge, Verlag Sindlinger-Burchartz, Nürtingen/Frickenhausen 2021, ISBN 3-928812-77-7.
- Georg Schweinfurth. Entdeckungsreisender – Wissenschaftler – Schriftsteller, Pro Heraldica, Stuttgart 2. Auflage 2025, ISBN 978-3-924131-61-6. Englische Übersetzung: Georg Schweinfurth. Explorer – Scientist – Writer, Pro Heraldica, Stuttgart 2025, ISBN 978-3-924131-62-3.
- Zwischen Kreuz und Hakenkreuz: die Gemeinden Pfauhausen, Steinbach, Wernau am Neckar im Nationalsozialismus, Stadt Wernau (Neckar) 2023, ISBN 3-933235-32-4.
- Zeitreise durch den Landkreis Esslingen: Menschen, Orte und Ereignisse, die Geschichte schrieben, Silberburg-Verlag, Tübingen 2023, ISBN 3-8425-2405-6.
- Zusammen mit Sigrid Emmert: Nürtinger Streifzüge. Einblicke in die Geschichte einer Stadt und ihrer Bewohner. Senner Verlag, Nürtingen 2023.
- Als Herausgeber: Tradition als Herausforderung: Der industrielle Strukturwandel im Land um Teck und Neuffen, Verlag Sindlinger-Burchartz, Nürtingen/Frickenhausen 2024, ISBN 3-928-81280-7.
- Als Herausgeber: Florilegium amicitiae. Ein Lesebuch für Reinhard Tietzen, Verlag Sindlinger-Burchartz, Nürtingen/Frickenhausen 2024, ISBN 978-3-928812-81-8.